# Апельсиновые деревья (картина Кайботта)
«Апельсиновые деревья» (фр. Les Orangers, англ. The Orange Trees) — картина, написанная французским художником Гюставом Кайботтом (Gustave Caillebotte, 1848—1894) в 1878 году. Картина находится в постоянной экспозиции Музея изящных искусств в Хьюстоне (инв. 98.273). Размер картины — 61 × 46 дюймов (155 × 117 см); по другим данным — 157 × 117 см.

## История

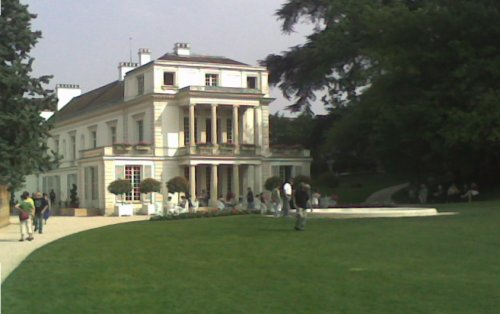
Имение и парк Кайботтов в Йере

На картине изображена сцена в саду семейного имения Кайботтов в Йере (Yerres) на окраине Парижа. Это имение было куплено отцом художника в 1860 году, а продано в 1878 году — в год написания этой картины и год смерти матери художника. В настоящее время имение и парк Кайботтов (фр. La Propriété Caillebotte) находятся в собственности города Йер, и они открыты для посетителей.
Хотя художники-импрессионисты были известны тем, что писали на открытом воздухе, большие полотна, подобные этому, написанные в этой технике, были редкостью из-за трудностей в создании такой большой работы быстро, до изменения освещения. Один из таких примеров, «Завтрак» Клода Моне, Кайботт получил в марте того же года, и, вероятно, он повлиял на эту работу.
Картина была передана в постоянную коллекцию Хьюстонского музея изящных искусств в 1999 году, в числе 47 картин из коллекции Джона А. Бека и Одри Джонс Бек (John A. and Audrey Jones Beck Collection). Некоторые из этих картин выставлялись в залах музея и ранее, начиная с 1974 года.

## Описание
На переднем плане изображён сидящий на стуле спиной к зрителю мужчина — брат художника Марсиаль Кайботт, отдыхающий в тени апельсиновых деревьев. Поодаль, за столиком со стульями, у дерева стоит молодая девушка — их двоюродная сестра Зое (Zoé). На картине изображена только нижняя часть листвы апельсиновых деревьев. На заднем плане видна ярко освещённая солнцем дорожка парка, огибающая клумбу с ярко-красными цветами. У края дорожки лежит собака.
Как отмечал исследователь творчества Кайботта Кирк Варнедо, это полотно по своему размеру и стилю скорее соответствует импрессионизму 1860-х годов, чем конца 1870-х, когда оно было создано.